# Sanilles

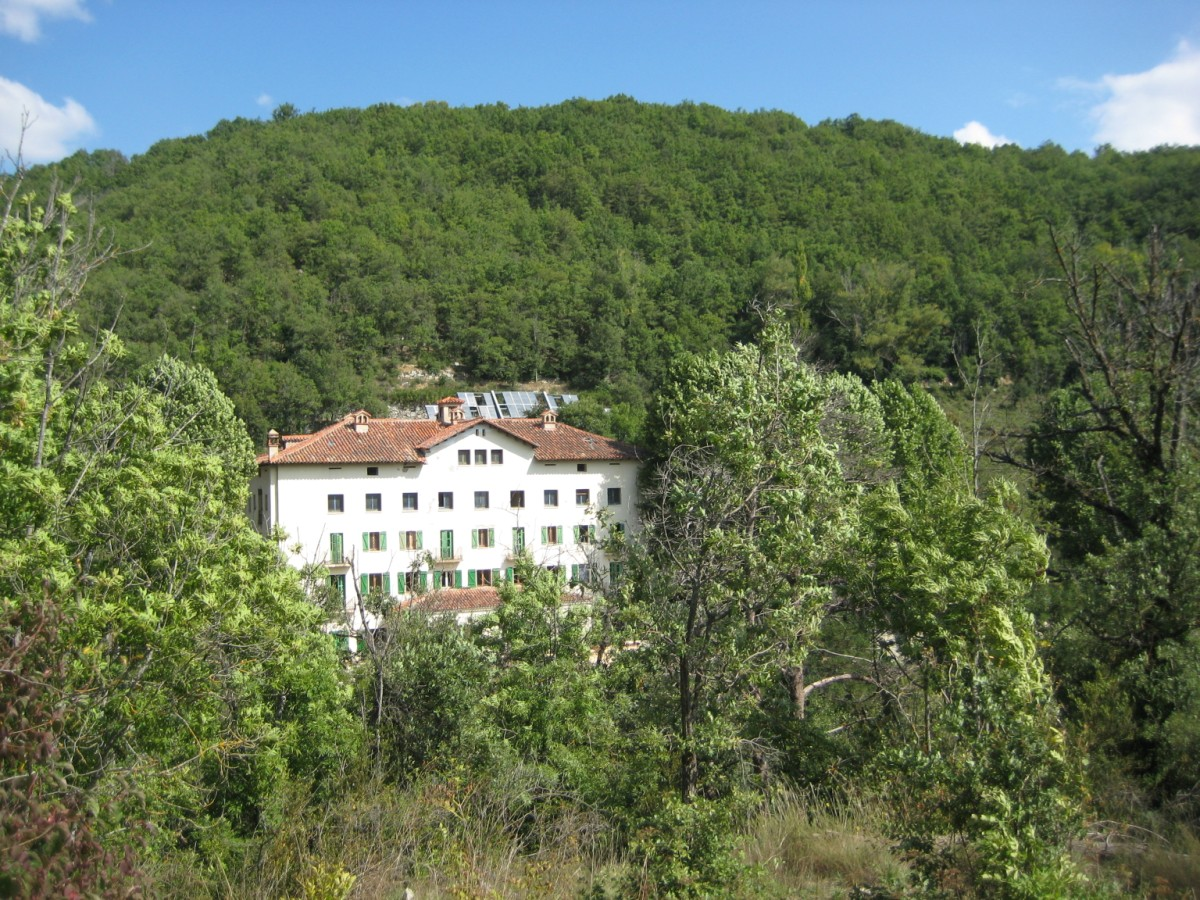
Sanilles

Sanillés is een ecologisch woonproject in de Spaanse Pyreneeën. 
Sanillés is gelegen in de Catalaanse Pyreneeën op een hoogte van 1090 meter, waar de zon gemiddeld 300 dagen per jaar schijnt. Sanilles ligt vlak bij een therapeutische bron, die in deze regio sinds de Romeinse tijd wordt gebruikt. 
Het complex dateert uit 1875 en rekende op het hoogtepunt van zijn roem het Agatha Christie, Ernest Hemingway en andere beroemdheden tot zijn gasten.
Het hoofddoel van het project Sanilles is de ontwikkeling van een kwalitatief hoogstaand en duurzaam residentieel centrum dat in vooruitstrevende gezondheidszorg, welzijn en levenskwaliteit voorziet. De deelnemers kunnen hun hoofdinkomsten genereren uit dienstverlening die verband kan houden met de thermale voorzieningen, het hotel, therapeutische begeleiding, het verzorgen van cursussen, het verstrekken van informatie en het organiseren van recreatieve activiteiten. Ook verwacht men ruimte voor de ontwikkeling van verscheidene kleinschalige ondernemingen die direct of indirect gerelateerd zijn aan de oogmerken van Sanillés.